# عبدالرضا حاجی‌پور
عبدالرضا حاجی پور (متولد ۱۳۳۵ در کازرون)، استاد، پژوهشگر و مخترع مطرح ایرانی است. وی به عنوان برترین دانشمند مسلمان جهان نیز انتخاب شد.

## تحصیلات
وی دیپلم خود را در دبیرستان شاهپور (شهید بستانپور فعلی) در کازرون گرفت. لیسانس شیمی را از دانشگاه اصفهان گرفت و فوق لیسانس شیمی سنتز را از دانشگاه شیراز اخذ کرد.
سپس دکترای خود را در رشته شیمی آلی دارویی در دانشگاه ولنکنگ استرالیا گرفت و فوق دکترای شیمی آلی خود را نیز از استنفورد آمریکا دریافت کرد.

## مسئولیت‌های دانشگاهی
وی سابقه تاسیس و ریاست دانشگاه آزاد اسلامی کازرون و نیز ریاست دانشکده معدن دانشگاه صنعتی اصفهان را دارد. حاجی پور استاد تمام و دانشمند ارشد دانشگاه ویسکانسین است.
وی همچنین مؤسس چندین واحد دانشگاه آزاد اسلامی در فارس و چند استان همجوار فارس است.

## افتخارات
وی به عنوان دانشمند برتر جهان و جهان اسلام با توجه به معیارهای اساسی آی اس آی و پایگاه داده جهان اسلام انتخاب شده است.
او همچنین به عنوان بهترین پژوهشگر در جشنواره‌های خوارزمی و رازی و شیخ بهایی نیز انتخاب شده است.
از سایر افتخارات حاجی پور می‌توان به چاپ ۱۲ مقاله برتر جهان، چاپ بیش از ۴۶۰ مقاله آی اس آی و ارائه در بیش از ۷۴۰ کنفرانس علمی بین‌المللی، چاپ اولین مقاله ساینس، ۲ ثبت اختراع در رابطه با داروهای ضد سرطان و ام اس، تألیف پلاستیک و پلی مر و … اشاره کرد.